# Theodora Drakou
Theodora Drakou (grekiska: Θεοδώρα Δράκου), född 6 februari 1992, är en grekisk simmare.

## Karriär
Drakou tävlade i två grenar för Grekland vid olympiska sommarspelen 2012 i London. Hon blev utslagen i semifinalen på 50 meter frisim och i försöksheatet på 4 x 100 meter frisim. Vid olympiska sommarspelen 2016 i Rio de Janeiro blev Drakou utslagen i försöksheatet på 50 meter frisim.
Vid EM 2024 i Belgrad tog Drakou silver på både 50 meter frisim och 50 meter ryggsim.